# Tàu điện ngầm Daejeon
Tàu điện ngầm Daejeon (tiếng Hàn: 대전도시철도; Hanja: 大田都市鐵道; Romaja: Daejeon dosicheoldo) là hệ thống tàu điện ngầm ở Daejeon, Hàn Quốc, quản lý bởi Công ty vận chuyển tốc hành đô thị Daejeon (DjeT, hoặc Tàu điện ngầm Daejeon). Tuyến đầu tiên của hệ thống mở cửa vào năm 2006 với 12 nhà ga. Tuyến này được mở rộng vào năm 2007, có 22 nhà ga hoạt động trên toàn tuyến và dài 22,6 kilômét (14,0 mi).

## Lịch sử
Sau khi phân khu hành chính của thành phố được mở rộng vào năm 1995, họ đã công bố kế hoạch vào tháng 2 năm 1996 cho 5 tuyến tàu điện ngầm dài 102,3 kilômét (63,6 mi). Công trình của tuyến 1 bắt đầu vào tháng 10 năm 1996 và lên kế hoạch hoàn thành vào năm 2003, nhưng nó đã bị trì hoãn do hạn chế tài chính sau cuộc khủng hoảng tài chính châu Á.

## Tuyến
| Tên tuyến | Tên tuyến Hangul | Ga bắt đầu | Ga kết thúc | Ga | Tổng chiều dài bằng km |
|           |                  |            |             |    |                        |
| 1         | 1호선            | Panam      | Banseok     | 22 | 22.7                   |
|           |                  |            |             |    |                        |

### Tuyến 1
Tuyến 1 ban đầu được thiết kế dài 22,6 kilômét (14,0 mi), kết nối giữa trung tâm thị trấn mới và cũ. Nó đã mở cửa hoạt động 2 giai đoạn và giai đoạn 3 đã lên kế hoạch:
- 16 tháng 3 năm 2006: Tuyến 1 giai đoạn 1 mở cửa (Panam ↔ Khu phức hợp chính phủ)
- 17 tháng 4 năm 2007: Tuyến 1 giai đoạn 2 hoàn thành, mở cửa toàn tuyến (Panam ↔ Banseok)
- 2029: Dự kiến mở của đoạn mở rộng từ Banseok đến Khu phức hợp chính phủ Sejong[3]

Đường ray dẫn từ ga Banseok ở Yuseong-gu đến ga Panam ở Dong-gu.

### Tuyến 2
Tuyến 2 đã nhiều lần thay đổi và dự tính ngày hoàn thành sau nhiều năm. Vào năm 2015, một kế hoạch cơ bản đã được thiết lập và một năm sau đó họ công bố tuyến, trong đó bao gồm tuyến đô thị và khu doanh nghiệp sẽ được kết nối với nhau. Nó vẫn nằm trong giai đoạn kế hoạch và dự kiến mở cửa vào năm 2025.